# 神谷哲史
神谷哲史（かみや さとし、1981年6月6日 - ），日本愛知縣名古屋市出身，當代摺紙界中頗為出色的設計創作者之一，曾在日本的電視冠軍(TV Champaign)摺紙王大賽中獲得五連冠。他自兩歲起開始學習摺紙，不久後開始進行作品的創作。
神谷哲史早期的創作以西方神話中的人物、 怪獸、 古代生物（恐龍等）為主，之後並包含動物、昆蟲等題材。絕大多數的作品以一張無切割的正方形紙製作而成，因而具有相當高的難度，風格被稱為「超複雜系」。至2008年，作品已達數百件。部分作品極為複雜，甚至需要數百個以上的步驟，或耗時數小時以上方得完成。
在這些作品當中，頗具代表性的作品包括一條身上帶有一千兩百片鱗片，並具有鬚毛長角的中國龍，名為龍神、和另一件帶有雙翼的西方龍，名為 Ancient Dragon（古代龍） 。龍神製作時間長達三年半，有一百萬日幣以上的價值。
神谷哲史在2005年已出版一本收錄自己創作的書籍，介紹19個難易度不等的摺紙作品，包含藍鯨、長毛象、多種恐龍、劍齒虎，以及巫師、古代龍等高難度作品。。

## 外部連結
（日語）ある折紙創作家の頁 （页面存档备份，存于）　個人網站
- 日本神谷哲史作品集1995-2003 （页面存档备份，存于）  個人網站